# Народный консультативный конгресс
Наро́дный консультати́вный конгре́сс Респу́блики Индоне́зии (НКК; индон. Majelis Permusyawaratan Rakyat Republik Indonesia, MPR-RI) — высший законодательный орган Индонезии. Состоит из постоянно действующего Совета народных представителей, фактически выполняющего функции парламента страны, и периодически созываемого Совета представителей регионов. В нынешнем составе НКК 620 депутатов.
НКК был образован в 1960 году, в соответствии с Законом № 16/1960, и первоначально назывался Временным народным консультативным конгрессом (ВНКК; индон. Majelis Permusyawaratan Rakyat Sementara, MPRS), так как его первый состав был не избран на всенародных выборах, как предполагалось конституцией, а назначен президентом. Статус постоянного законодательного органа НКК получил после проведения парламентских выборов 1971 года.
До принятия в 2004 году ряда поправок к конституции НКК состоял из депутатов Совета народных представителей, а также делегатов, представляющих провинции, вооружённые силы и «функциональные группы» населения.

## Предыстория
Создание НКК предусматривалось статьёй IV переходных положений индонезийской конституции, принятой Исследовательским комитетом по подготовке индонезийской независимости 18 августа 1945 года. Однако из-за того, что в связи с чрезвычайными условиями — в частности, начавшейся войны за независимость — созыв всенародно избранного законодательного органа представлялся невозможным, 16 октября 1945 года, в соответствии с заявлением вице-президента Мохаммада Хатты, его функции были переданы Центральному национальному комитету Индонезии, созданному незадолго до этого.
27 декабря 1949 года война за независимость завершилась признанием суверенитета Индонезии со стороны бывшей метрополии — Нидерландов и созданием вместо унитарной Республики Индонезии (РИ) федеративной Республики Соединённых Штатов Индонезии (РСШИ). При этом в РСШИ была принята новая конституция, не предусматривавшая создание НКК в качестве законодательного органа. В 1950 году, после ликвидации РСШИ и восстановления унитарной РИ, была принята временная конституция, также не предусматривавшая наличие НКК.

## История

### НКК в период «направляемой демократии» (1960—1965)
5 июля 1959 года президент Сукарно издал указ о роспуске Учредительного Собрания и восстановлении действия конституции 1945 года. Вскоре по распоряжению Сукарно был созван Временный народный консультативный конгресс (ВНКК), который должен был исполнять функции НКК вплоть до проведения всеобщих выборов и отличался от него тем, что его члены были назначены президентом, а не избраны. В первоначальный состав ВНКК вошло 616 членов: 257 депутатов СНП, 241 представитель «функциональных групп» и 118 представителей регионов.

#### Генеральная сессия 1960 года
Первая генеральная сессия ВНКК прошла в период с 10 ноября по 7 декабря 1960 года в Бандунге. На ней члены Конгресса одобрили политический манифест Сукарно, предусматривавший переход от «либеральной демократии» к новой форме правления — «направляемой демократии», а также восьмилетний план развития на период с 1961 по 1968 годы.

#### Генеральная сессия 1963 года
Вторая генеральная сессия ВНКК прошла в период с 15 по 22 мая 1963 года также в Бандунге. Основным результатом этой сессии стало избрание Сукарно пожизненным президентом Индонезии.

#### Генеральная сессия 1965 года
Третья генеральная сессия ВНКК прошла в период с 11 по 15 апреля 1965 года. Члены Конгресса вновь выразили одобрение курсу Сукарно и его концепции «направляемой демократии».

### НКК в период перехода к «новому порядку» (1965—1968)

#### Генеральная сессия 1966 года
Четвёртая генеральная сессия ВНКК состоялась в период с 20 июня по 5 июля 1966 года в Джакарте. На ней был начат процесс постепенного перехода властных полномочий от Сукарно к генералу Сухарто, выдвинувшегося после подавления попытки государственного переворота, устроенной левонастроенными офицерами 30 сентября 1965 года — так называемого Движения 30 сентября. Фактически Сухарто уже получил всю полноту власти после подписания 11 марта 1966 года президентского указа, известного как Суперсемар (индон. Supersemar; от индон. Surat Perintah Sebelas Maret — Указ от 11 марта). В ходе сессии ВНКК принял 24 резолюции, предусматривавшие, в числе прочего, лишение Сукарно статуса пожизненного президента, запрет идеологии марксизма-ленинизма, ратификацию Суперсемара, проведение в кратчайшие сроки выборов в законодательные органы, предоставление Сухарто полномочий на формирование нового кабинета, а также принятие поправки к конституции, согласно которой исполняющим обязанности президента, в случае его недееспособности, становился не вице-президент, а лицо, указанное в Суперсемаре, то есть Сухарто.
Сукарно выступил на сессии с речью, известной под названием «Девять точек» (индон. Nawaksara), в которой он попытался отвести от себя обвинения в поддержке Движения 30 сентября, однако ВНКК не внял доводам президента и потребовал от него предоставить к следующей генеральной сессии Конгресса более подробный отчет о своих действиях.

#### Специальная сессия 1967 года
В 1967 году состоялась специальная сессия ВНКК. Наиболее важным из решений, принятых на этой сессии, была отставка президента Сукарно, аргументированная тем, что своей политикой президент ставит под угрозу национальные интересы, и назначение Сухарто исполняющим обязанности президента.

#### Специальная сессия 1968 года
В 1968 году состоялась ещё одна специальная сессия ВНКК, избравшая исполняющего обязанности президента Сухарто полноправным президентом Индонезии на пятилетний срок. Кроме того, на сессии был одобрен пятилетний план экономического развития и принято решение о проведении выборов в законодательные органы в 1971 году.

### НКК в период «нового порядка» (1968—1998)

#### Генеральная сессия 1973 года
После проведения парламентских выборов 1971 года ВНКК, назначенный президентом, передал свои полномочия постоянному НКК, сформированному по итогам выборов. В 1973 году НКК провёл свою первую генеральную сессию в качестве избранного законодательного органа. В новом составе НКК было 920 депутатов; в результате реорганизации партийной системы в 1974 году, приведшей к уменьшению числа легальных политических организаций до трёх (две партии и проправительственный блок Голкар), все члены НКК стали членами пяти фракций — Голкар, Партии единства и развития (ПЕР), Демократической партии Индонезии (ДПИ), вооружённых сил и представителей регионов.
На сессии Сухарто — первым из индонезийских президентов — выступил перед НКК с посланием, в котором отчитался за пять лет своей работы на президентском посту. Кроме того, в ходе сессии был принят ряд законодательных актов, уточняющих процедуру избрания президента и вице-президента, а также отношения между НКК, СНП и Верховным консультативным советом. Сухарто был переизбран на пост президента, вице-президентом был избран султан Джокьякарты Хаменгкубувоно IX.

#### Генеральная сессия 1978 года
Генеральная сессия НКК, прошедшая в 1978 году, постановила включить Восточный Тимор в состав Индонезии в качестве провинции, а также установила Панча Сила в качестве государственной идеологии. Сухарто был переизбран на президентский пост; вице-президентом был избран Адам Малик — после отказа Хаменгкубувоно IX вторично занять этот пост из-за болезни.
В ходе сессии произошёл конфликт между Сухарто и депутатами от мусульманской партии ПЕР, связанный с противоречивыми высказываниями президента о религии.

#### Генеральная сессия 1983 года
На генеральной сессии 1983 года были приняты законодательные акты, уточняющие процедуру проведения референдумов в Индонезии. Сухарто был в очередной раз переизбран на пост президента; вице-президентом был избран Умар Вирахадикусума.

#### Генеральная сессия 1988 года
На генеральной сессии 1988 года состоялись очередные выборы президента и вице-президента. Кандидатура Судармоно на вице-президентский пост, предложенная Сухарто, не была поддержана всем составом НКК; ПЕР выставила альтернативного кандидата в вице-президенты — своего лидера Джаелани Наро. Однако Сухарто удалось уговорить Наро снять свою кандидатуру, в результате чего вице-президентом был, в качестве единственного кандидата, избран Судармоно.
Состав НКК, собравшийся на сессии 1988 года, включал, наряду с традиционными пятью фракциями, шестую — фракцию «функциональных групп».

#### Генеральная сессия 1993 года
На генеральной сессии 1993 года Сухарто был в шестой раз переизбран на президентский пост; вице-президентом был избран бывший главнокомандующий Вооружённых сил Три Сутрисно. Число членов НКК было увеличено до 1000.

#### Генеральная сессия 1998 года
Генеральная сессия 1998 года прошла в обстановке экономического кризиса и массовых антиправительственных выступлений. Сухарто был в седьмой раз переизбран на президентский пост; вице-президентом был избран Бухаруддин Юсуф Хабиби. Кроме того, решением НКК президенту были предоставлены чрезвычайные полномочия на кризисный период.

### НКК в постсухартовский период

#### Специальная сессия 1998 года
После отставки Сухарто с поста президента, произошедшей 21 мая 1998 года, НКК собрался на специальную сессию. На ней было отменено решение прошлой сессии о предоставлении чрезвычайных полномочий президенту, а также принято решение о проведении в 1999 году внеочередных парламентских выборов. За Панча Сила был оставлен статус государственной идеологии, но НКК подчеркнул недопустимость использования Панча Сила с целью узурпации власти. В связи с тем, что собравшийся на сессию состав НКК был избран во время правления Сухарто, депутаты, в большинстве своем, занимали достаточно консервативные позиции и не поддерживали идею о проведении в Индонезии коренных преобразований.

#### Генеральная сессия 1999 года
В 1999 году, после проведения парламентских выборов, НКК собрался на первую после отставки Сухарто и последнюю в своей истории генеральную сессию. В новом составе НКК было 700 членов: 500 депутатов СНП, 135 представителей регионов, а также 65 представителей «функциональных групп». Среди основных решений, принятых на этой сессии, стоит назвать решение о проведении в Восточном Тиморе референдума о независимости, а также инициирование процесса внесения поправок в Конституцию, должных значительно ограничить власть президента. Был изменён регламент самого НКК: было установлено, что, вместо периодически созываемых генеральных сессий, НКК будет созываться на ежегодные сессии, на которых будет заслушивать послания от президента, СНП, Государственного аудиторского агентства, Верховного консультативного совета и Верховного суда, а также давать вышеназванным органам рекомендации по дальнейшей работе.
Впервые за 30 лет НКК признал неудовлетворительным отчёт президента Хабиби о проделанной работе. На сессии были проведены новые выборы президента и вице-президента, в которых, впервые за всю историю НКК, приняло участие более одного кандидата. Президентом был избран Абдуррахман Вахид, вице-президентом — Мегавати Сукарнопутри.

#### Ежегодная сессия 2000 года
Основным решением ежегодной сессии НКК 2000 года стало выделение полиции, входившей в состав вооружённых сил, в отдельную структуру. Также на сессии были приняты резолюции о важности сохранения национального единства и, одновременно, о некотором расширений полномочий провинциальных органов власти.

#### Специальная сессия 2001 года
Специальная сессия НКК 2001 года приняло решение об импичменте президента Абдуррахмана Вахида и переходе президентских полномочий к вице-президенту Мегавати Сукарнопутри. Новым вице-президентом был избран Хамза Хаз.

#### Ежегодная сессия 2002 года
Ежегодная сессия НКК 2002 года внесла ряд поправок в конституцию, изменивших процедуру выборов президента — теперь глава государства должен был избираться всенародным голосованием, а также упразднивших Верховный консультативный совет. Кроме того, были приняты решения об обязательном выделении не менее 20% национального бюджета на образование и об образовании с 2003 года Конституционного суда.

#### Ежегодная сессия 2003 года
Ежегодная сессия НКК 2003 года приняла новый регламент НКК, который вступил в силу после всенародных выборов президента в следующем году. Согласно новому регламенту, полномочия НКК были несколько сокращены в пользу СНП, Верховного суда и Конституционного суда. За НКК оставалось право объявить президенту импичмент, а также право избрать президента и вице-президента в случае, если обе должности окажутся вакантными.

#### Ежегодная сессия 2004 года
На ежегодной сессии 2004 года НКК был заслушан последний отчёт президента о проделанной работе.